# Dobrinci
Dobrinci (en serbe cyrillique : Добринци) est un village de Serbie situé dans la province autonome de Voïvodine. Il fait partie de la municipalité de Ruma dans le district de Syrmie (Srem). Au recensement de 2011, il comptait 1 549 habitants.
Dobrinci, officiellement classé parmi les villages de Serbie, est une communauté locale, c'est-à-dire une subdivision administrative, de la municipalité de Ruma.

## Géographie

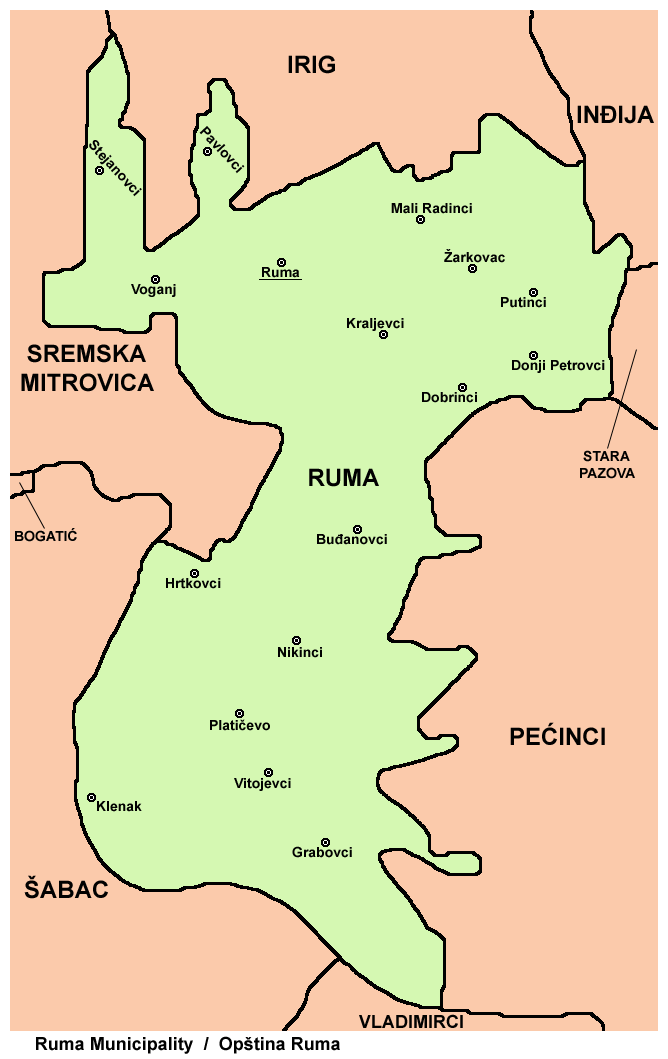
Localisation de Dobrinci dans la municipalité de Ruma

Dobrinci se trouve dans la région de Syrmie. Le village est situé à proximité de l'autoroute Belgrade-Zagreb (route européenne E70), sur la route régionale R-103 qui conduit de Ruma à Pećinci.

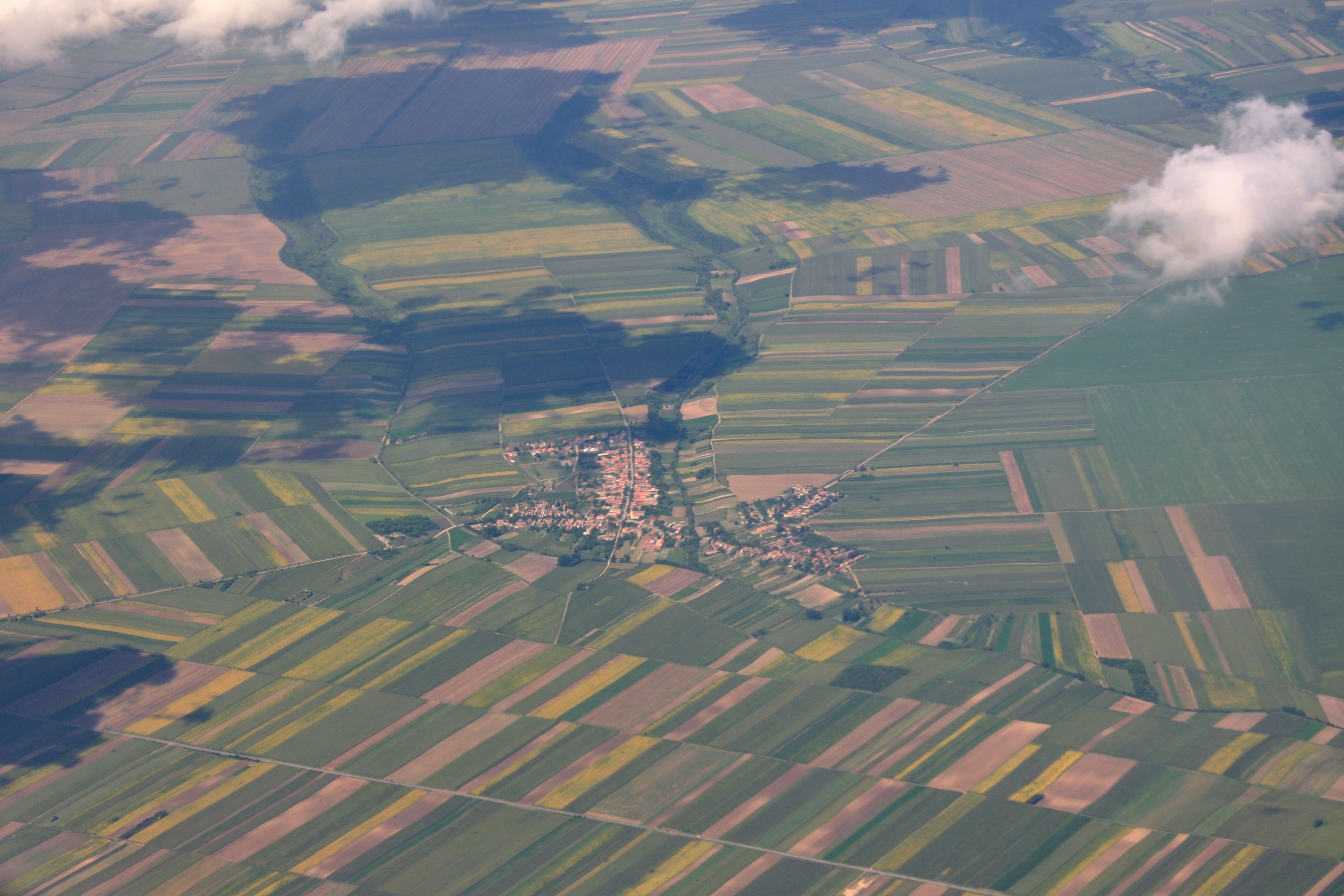
Vue aérienne de Dobrinci

## Histoire
Une fibule du XIIe siècle ornée de trois oiseaux a été découverte à Dobrinci. En revanche, le village est mentionné pour la première fois en 1390 ; à cette époque, il faisait partie du comitat de Syrmie, une subdivision du royaume de Hongrie. En 1495, le village était principalement peuplé de Serbes. En 1521, le village fut intégré à l'Empire ottoman ; entre 1527 et 1530, il fit partie du duché de Syrmie de Radoslav Čelnik, un vassal des Turcs, et il fut inclus dans le sandjak de Syrmie, une subdivision du pachalik de Budin.

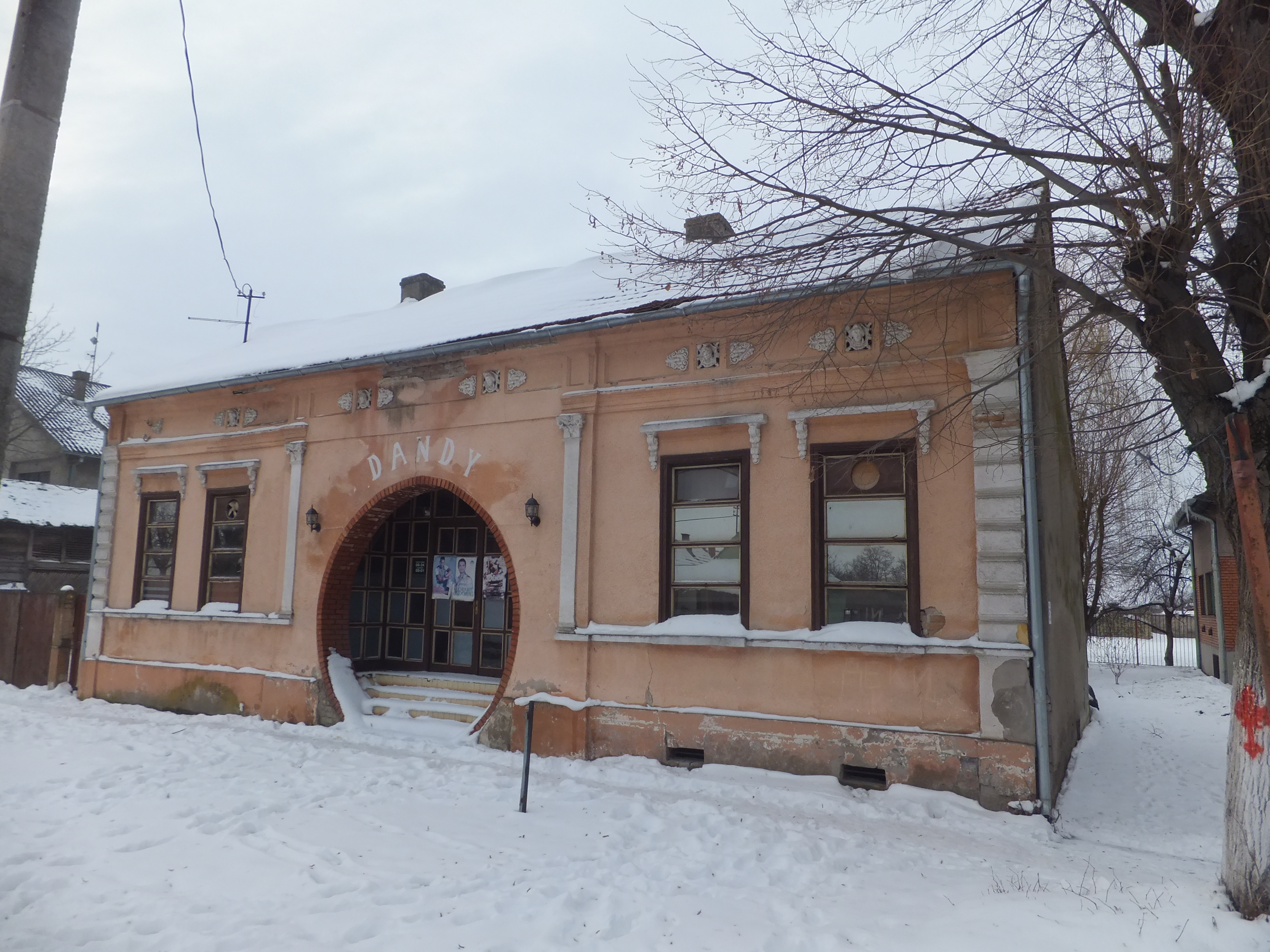
Une maison ancienne à Dobrinci

En 1718, Dobrinci entra dans les possessions des Habsbourgs et fut rattaché à la Frontière militaire, une zone tampon destinée à protéger l'Autriche de l'Empire ottoman ; il fut alors rattaché au royaume de Slavonie ; le village fut placé sous administration civile en 1745 et inclus dans le comitat de Syrmie nouvellement formé. Ce comitat fut intégré au royaume de Croatie, au sein du royaume de Hongrie. En 1848 et 1849, au moment du Printemps des peuples, le village fit partie de la Voïvodine de Serbie, une province autonome au sein de l'empire d'Autriche et, de 1849 à 1860, il fit partie du voïvodat de Serbie et du Banat de Tamiš. Après l'abolition du voïvodat en 1860, le village fit à nouveau partie du comitat de Syrmie. En 1868, le royaume de Slavonie fut réuni au royaume de Croatie pour former le royaume de Croatie-Slavonie, qui fut intégré au royaume de Hongrie au sein de l'Autriche-Hongrie. En 1910, les Serbes constituaient la majorité de la population du village.
Après la dislocation de l'Autriche-Hongrie en 1918, Dobrinci fut rattaché au royaume des Serbes, Croates et Slovènes qui, en 1929, devint le royaume de Yougoslavie ; de 1929 à 1941, le village fit partie de la Banovine du Danube. Pendant la Seconde Guerre mondiale, de 1941 à 1944, il fut occupé par les puissances de l'Axe et intégré à l'État indépendant de Croatie d'Ante Pavelić, dominé par les Oustachis. Après 1944, le village, libéré, fit partie de la république socialiste de Serbie, au sein de la république fédérative de Yougoslavie.

## Démographie

### Évolution historique de la population
| 1948  | 1953  | 1961  | 1971  | 1981  | 1991  | 2002  | 2011  |
| ----- | ----- | ----- | ----- | ----- | ----- | ----- | ----- |
| 1 680 | 1 625 | 1 629 | 1 641 | 1 696 | 1 701 | 1 716 | 1 549 |

|  |

### Données de 2002
Pyramide des âges (2002)
En 2002, l'âge moyen de la population était de 39,2 ans pour les hommes et 43,1 ans pour les femmes.
Répartition de la population par nationalités (2002)
En 2002, les Serbes représentaient 95,2 % de la population ; le village abritait notamment une minorité rom (2,5 %).

### Données de 2011
En 2011, l'âge moyen de la population était de 42,6 ans, 41,2 ans pour les hommes et 44,1 ans pour les femmes.

## Vie locale
À Dobrinci s'est formée le 15 mars 2013 une association de femmes portant le nom « TIFANI » Udruženje žena M.Z.Dobrinci.
Le village possède un club de football, le FK Sremac Dobrinci, fondé en 1928.

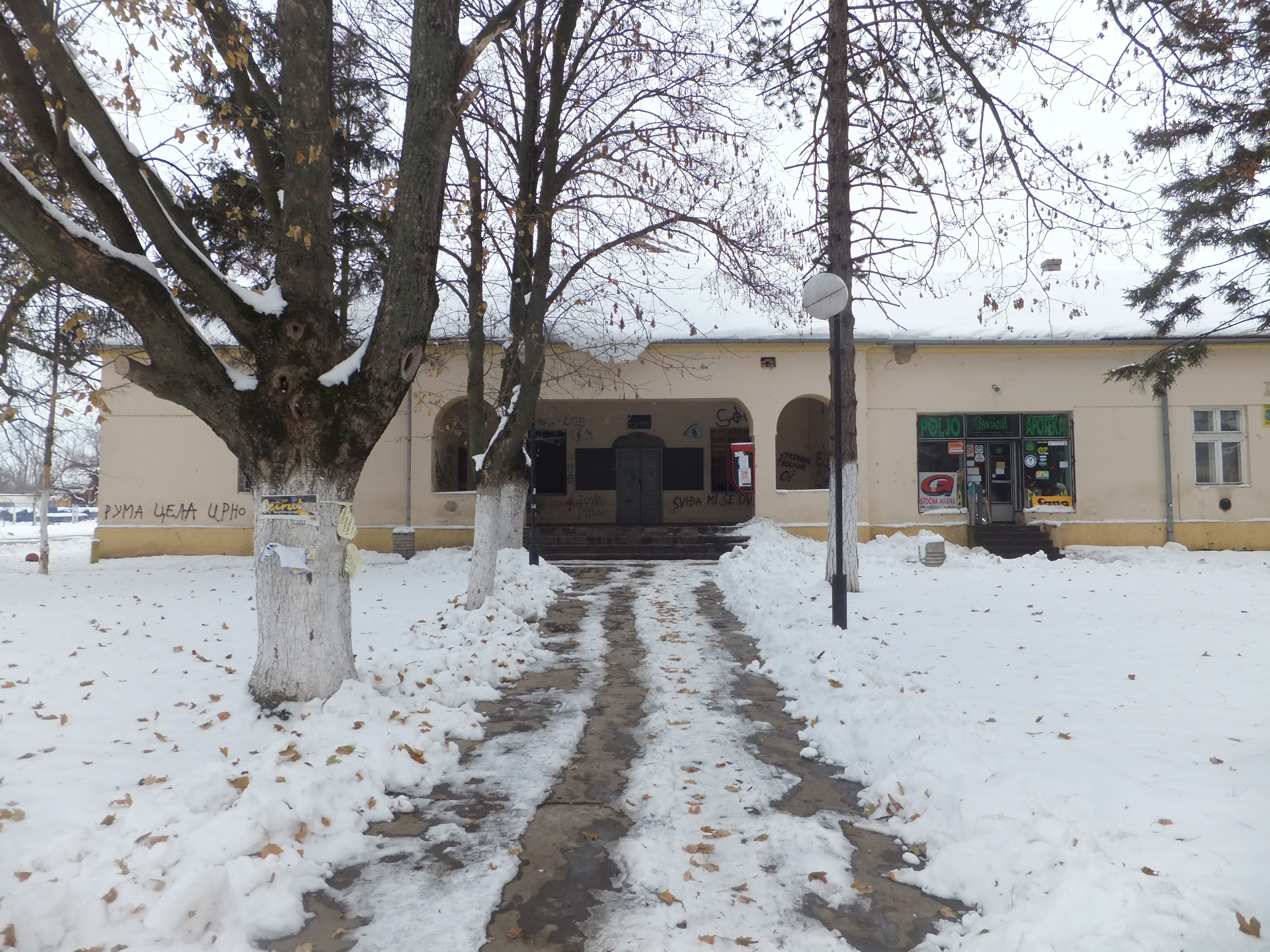
Le centre culturel de Dobrinci
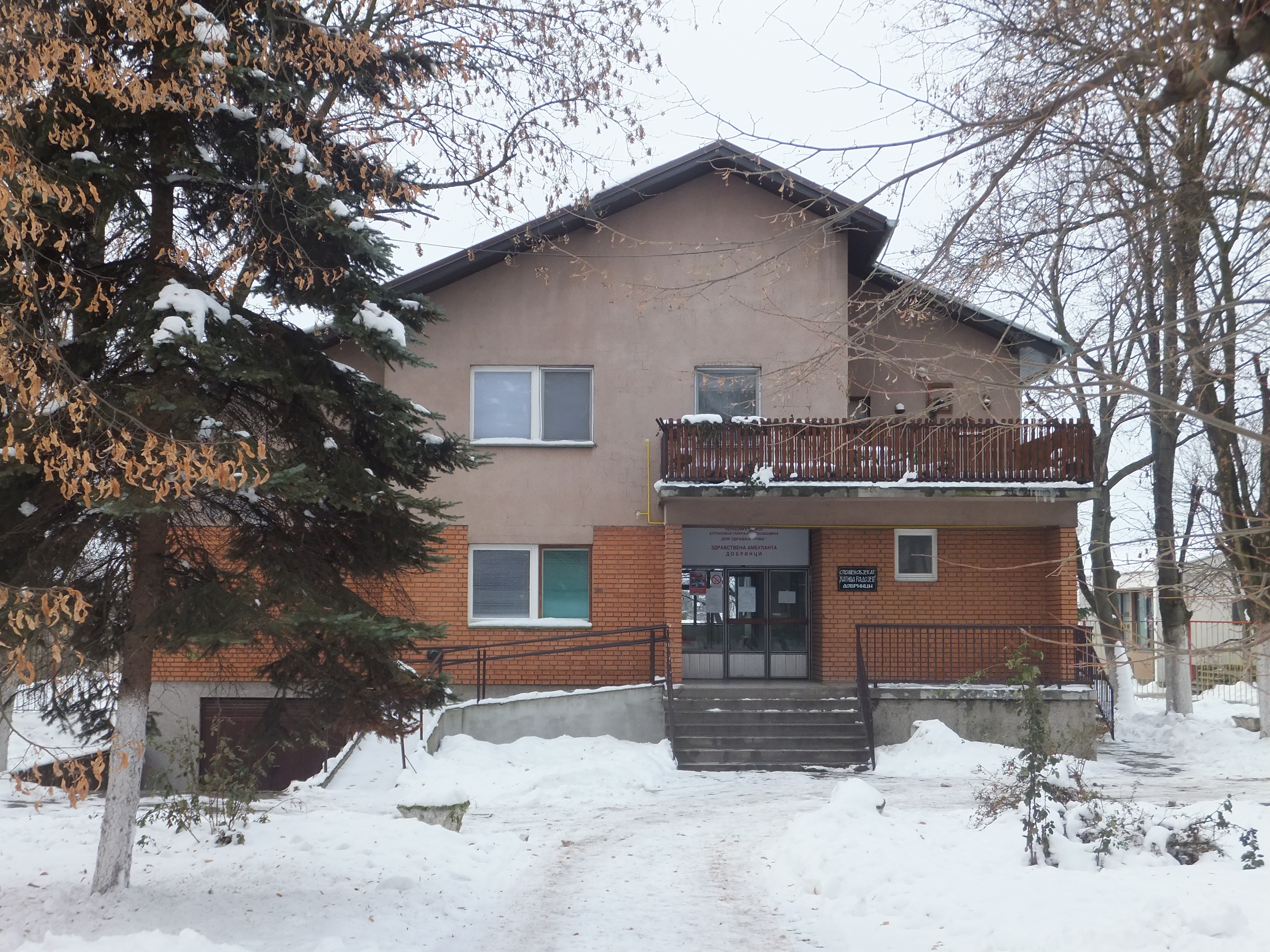
Le centre médical de Dobrinci

## Tourisme
L'église Saint-Nicolas de Dobrinci remonte à la première moitié du XIXe siècle ; elle est inscrite sur la liste des monuments culturels de grande importance de la République de Serbie.

## Personnalités
Dobrinci est le village natal de l'écrivain Jovan Subotić (1817–1886). Slavko Vorkapić-Vorki (1894–1976), théoricien du cinéma et professeur, est originaire du village.

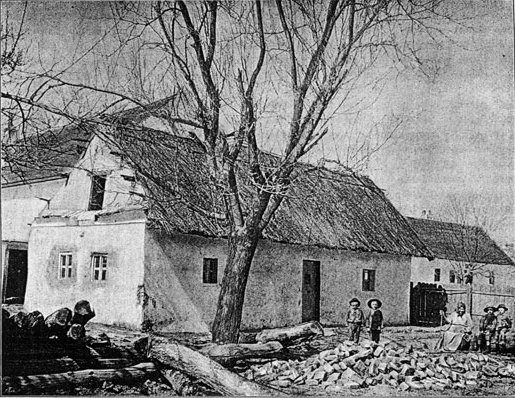
La maison natale de Jovan Subotić